# May Hansen
May Hansen (* 8. Mai 1953 in Fredrikstad) ist eine norwegische Hebamme und Politikerin der Sosialistisk Venstreparti.

## Leben
Hansen wurde 1953 in Fredrikstad geboren. Nach ihrer Schulzeit erlernte sie den Beruf der Hebamme. Neben ihrer beruflichen Tätigkeit begann Hansen sich politisch zu engagieren und wurde Mitglied der Sosialistisk Venstreparti in Østfold. Von 1991 bis 2007 war sie Gemeinderätin im Kommunalparlament von Moss. In der Zeit zwischen 1987 und 1993 war sie sogenannte Vararepresentantin, also Ersatzabgeordnete, im Fylkesting von Østfold, wobei sie 1989 sowie 1993 zum Einsatz kam. Bei den Parlamentswahlen 2001 und 2005 wurde sie als Abgeordnete in das Storting gewählt.